# Potamogeton × billupsii
Potamogeton × billupsii là một loài thực vật có hoa lai ghép trong họ Potamogetonaceae. Loài này được Fryer miêu tả khoa học đầu tiên năm 1893.